# Olympische Sommerspiele 2004/Kanu – Zweier-Kajak 1000 m (Männer)
Die Wettkämpfe im Zweier-Kajak über 1000 Meter bei den Olympischen Sommerspielen 2004 wurden vom 23. bis zum 27. August 2004 auf der Strecke im Schinias Olympic Rowing and Canoeing Centre ausgetragen.

## Ergebnisse

### Vorläufe
Bei den vier Vorläufen am 23. August nahmen 16 Boote teil, von denen die drei Erstplatzierten der jeweiligen Läufe das Finale erreichten, von den restlichen Booten die neun schnellsten das Halbfinale.

#### Vorlauf 1
| Rang | Athleten                                   | Nation             | Zeit         | Bemerkung  |
| ---- | ------------------------------------------ | ------------------ | ------------ | ---------- |
| 1    | Markus Oscarsson Henrik Nilsson            | Schweden           | 3:09,536 min | Finale     |
| 2    | Ben Fouhy Steven Ferguson                  | Neuseeland         | 3:10,388 min | Finale     |
| 3    | Daniel Collins David Rhodes                | Australien         | 3:11,272 min | Finale     |
| 4    | Javier Hernanz Pablo Baños                 | Spanien            | 3:12,216 min | Halbfinale |
| 5    | Zoltán Benkő István Beé                    | Ungarn             | 3:13,340 min | Halbfinale |
| 6    | Antonio Rossi Beniamino Bonomi             | Italien            | 3:14,060 min | Halbfinale |
| 7    | Jeffrey Smoke Andrew Bussey                | Vereinigte Staaten | 3:17,268 min | Halbfinale |
| 8    | Anatoli Tischtschenko Wladimir Gruschichin | Russland           | 3:22,332 min | Halbfinale |

#### Vorlauf 2
| Rang | Athleten                               | Nation                 | Zeit         | Bemerkung  |
| ---- | -------------------------------------- | ---------------------- | ------------ | ---------- |
| 1    | Eirik Verås Larsen Nils Olav Fjeldheim | Norwegen               | 3:09,247 min | Finale     |
| 2    | Ian Wynne Paul Darby-Dowman            | Großbritannien         | 3:10,819 min | Finale     |
| 3    | Jan Schäfer Marco Herszel              | Deutschland            | 3:11,627 min | Finale     |
| 4    | Wouter D’Haene Bob Maesen              | Belgien                | 3:14,447 min | Halbfinale |
| 5    | Lasse Nielsen Paw Madsen               | Dänemark               | 3:19,171 min | Halbfinale |
| 6    | Ognjen Filipović Dragan Zorić          | Serbien und Montenegro | 3:19,299 min | Halbfinale |
| 7    | Yin Yijun Wang Lei                     | China                  | 3:21,279 min | Halbfinale |
| 8    | Danila Turchin Mikhail Tarasov         | Usbekistan             | 3:24,031 min |            |

### Halbfinale
Die  drei schnellsten Boote des Halbfinals erreichten den Endlauf.
| Rang | Athleten                                   | Nation                 | Zeit         | Bemerkung |
| ---- | ------------------------------------------ | ---------------------- | ------------ | --------- |
| 1    | Wouter D’Haene Bob Maesen                  | Belgien                | 3:11,757 min | Finale    |
| 2    | Antonio Rossi Beniamino Bonomi             | Italien                | 3:12,597 min | Finale    |
| 3    | Zoltán Benkő István Beé                    | Ungarn                 | 3:13,609 min | Finale    |
| 4    | Javier Hernanz Pablo Baños                 | Spanien                | 3:13,701 min |           |
| 5    | Anatoli Tischtschenko Wladimir Gruschichin | Russland               | 3:14,089 min |           |
| 6    | Lasse Nielsen Paw Madsen                   | Dänemark               | 3:15,417 min |           |
| 7    | Jeffrey Smoke Andrew Bussey                | Vereinigte Staaten     | 3:16,341 min |           |
| 8    | Ognjen Filipović Dragan Zorić              | Serbien und Montenegro | 3:58,793 min |           |
| —    | Yin Yijun Wang Lei                         | China                  | DSQ          |           |

China wurde disqualifiziert, weil das Boot auf den letzten 50 Metern zu dicht an der Begrenzungslinie fuhr.

### Finale
| Rang | Athleten                               | Nation         | Zeit         |
| ---- | -------------------------------------- | -------------- | ------------ |
| 1    | Markus Oscarsson Henrik Nilsson        | Schweden       | 3:18,420 min |
| 2    | Antonio Rossi Beniamino Bonomi         | Italien        | 3:19,484 min |
| 3    | Eirik Verås Larsen Nils Olav Fjeldheim | Norwegen       | 3:19,528 min |
| 4    | Daniel Collins David Rhodes            | Australien     | 3:19,956 min |
| 5    | Wouter D’Haene Bob Maesen              | Belgien        | 3:20,196 min |
| 6    | Jan Schäfer Marco Herszel              | Deutschland    | 3:20,548 min |
| 7    | Ian Wynne Paul Darby-Dowman            | Großbritannien | 3:20,848 min |
| 8    | Ben Fouhy Steven Ferguson              | Neuseeland     | 3:21,336 min |
| 9    | Zoltán Benkő István Beé                | Ungarn         | 3:27,996 min |